# کورابیه
کورابیه (به لهستانی:  Korabie) یک روستا در لهستان است که در گمینا بیلانه واقع شده‌است.